# Le Chapon Fin
Le Chapon Fin är en restaurang på 5 Rue Montesquieu i Bordeaux i Frankrike. Den grundades 1825 och var en av de ursprungliga 33 franska restauranger som fick en första stjärna i Guide Michelin, och är idag trestjärnig.[källa behövs] Restaurangen är av många ansedd som en samlingsplats för rapsoder och var bland annat ett stamställe för Sarah Bernhardt. Le Chapon Fin var det kök där skådespelaren och matskribenten Erik "Bullen" Berglund fick sin kulinariska skolning.